# SCImago期刊排名
SCImago期刊排名( ，簡稱：SJR ) 是一項衡量學術期刊聲望的指標，它既考慮期刊的引用次數，也考慮引用來源期刊的聲望，旗下有《SCImago機構排名》，每年發佈全球學術機構研究實力評估。

## 字源
SCImago 不是一個首字母縮略詞，儘管前三個字母的大寫確實代表了 SCcientific Influence。後綴“mago”似乎是隨機選擇的。

## 基本原理
引用次數是科學著作受歡迎程度的一項指標，可以看作是一種認可；而聲望可以理解為認可次數和發表該著作的聲望的結合。透過採用此觀點，SJR 指標根據引用期刊的聲望為引用分配不同的值。
然而，有方法學品質和可靠性的研究發現，“隨著期刊排名的提高，多個領域已發表研究成果的可靠性可能會降低”，這與普遍的預期相反。 
SJR指標的計算與Eigenfactor得分類似，前者基於Scopus資料庫，後者基於Web of Science資料庫，但也存在其他差異。

## 計算方法
期刊的 SJR 指標是一個數值，代表該期刊過去三年內發表的每篇文獻在選定年份收到的平均加權引用數，如Scopus所收錄。 SJR 指標值越高，表示期刊聲望越高。 SJR 由 Scimago Lab 開發，源自格拉納達大學的研究小組。
SJR指標是一種網路理論中使用的特徵向量中心性衡量的變體。這些根據「與高分節點的連結對節點的得分貢獻更大」的原則，來建立網路中節點的重要程度。SJR指標已開發用於極大且異質的期刊引用網絡。這是一個與規模無關的指標，其值根據「每篇文章的平均聲望」對期刊進行排序，可用於科學評估過程中的期刊比較。SJR指標是一種免費的期刊指標，其靈感來自PageRank，並使用與其類似的演算法。
SJR 指標計算採用迭代演算法，此演算法在期刊之間分配聲望值，直到達到穩定狀態解。SJR演算法首先為每本期刊設定相同的聲望，然後使用迭代過程，在期刊透過引用將其獲得的聲望相互轉移的過程中重新分配該聲望。當連續迭代中期刊聲望值的差異不再達到最低閾值時，流程結束。此流程分為兩個階段，先是計算每本期刊的聲望SJR（PSJR）：一種反映期刊整體聲望的、與期刊規模相關的指標，再將該指標標準化，以獲得與期刊規模無關的聲望衡量標準，即SJR 指標。
除了基於網路的SJR指標外，SJR還提供了影響因子(IF)的更直接的替代方案，即2年期間每篇文獻的平均引用量，縮寫為Cites per Doc（2年）。 

## 其他連結
- 期刊层面的指标
- 引用评分
- 期刊引证报告
- 新闻学
- 影响因子

## 外部連結
- 官方网站
- A "description, in plain English" of Network-based Citation Metrics: Eigenfactor vs. SJR.